# 阿蘇駅
阿蘇駅（あそえき）は、熊本県阿蘇市黒川にある、九州旅客鉄道（JR九州）豊肥本線の駅である。
ななつ星 in 九州や特急列車を含む全列車が停車する。

## 歴史

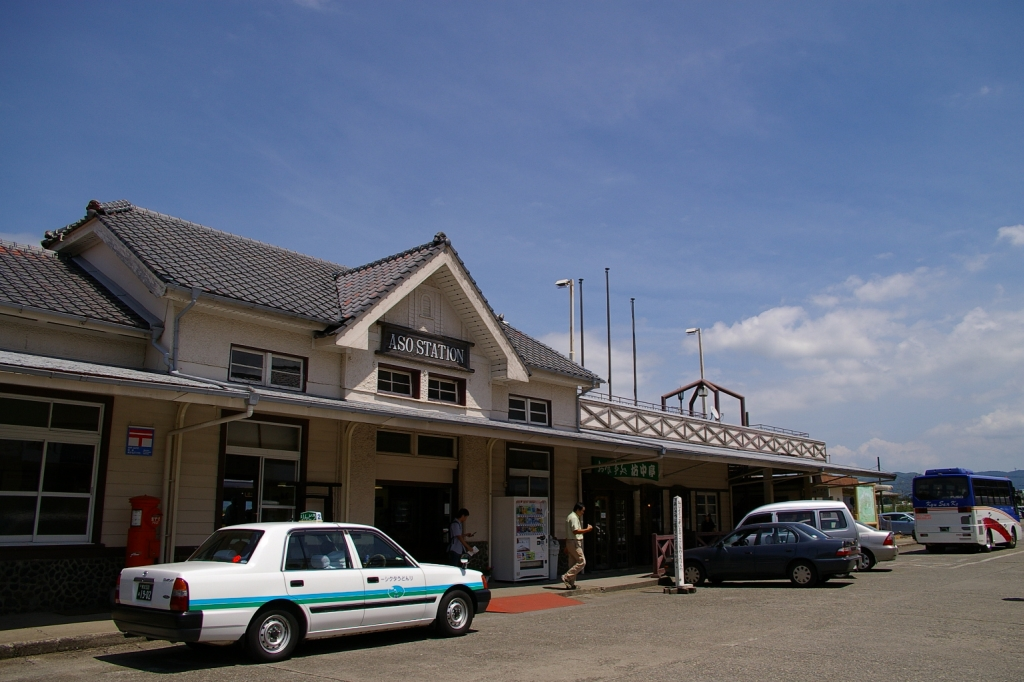
リニューアル前の駅舎（2006年9月）

- 1918年（大正7年）1月25日：鉄道院（後に日本国有鉄道）宮地軽便線の立野 - 宮地間延伸開業に伴い、坊中駅（ぼうちゅうえき）として開業[2][3]。
- 1928年（昭和3年）12月2日：路線名の改称に伴い、豊肥本線の駅となる[2]。
- 1931年（昭和6年）11月17日：陸軍特別大演習参加後の昭和天皇が県内を巡幸。お召し列車が坊中駅 - 肥後大津駅間で運行[4]。
- 1961年（昭和36年）3月20日：阿蘇駅に改称[2][3]。
- 1962年（昭和37年）10月1日：貨物取扱廃止[3]。
- 1984年（昭和59年）2月1日：荷物扱い廃止[3]。
- 1986年（昭和61年）11月1日：駅員無配置駅となる[5]。
- 1987年（昭和62年）4月1日：国鉄分割民営化に伴い、九州旅客鉄道（JR九州）の駅となる[2][3]。
- 2023年（令和5年）10月1日：JR九州サービスサポートによる業務委託駅から[6]九州旅客鉄道本体による直営駅へと変更される[7]。

## 駅構造
相対式ホーム2面2線を有する地上駅である。互いのホームは構内踏切で連絡している。国鉄末期の1982年（昭和57年）11月から交換設備の使用が停止され1面1線で運用していた頃があった。
JR九州本体による直営駅であり、きっぷうりばが設置されている。また、駅レンタカー営業所がある。楽チャリ設置駅。
2013年（平成25年）10月より運行を開始した団体専用列車・ななつ星 in 九州の停車駅である。またななつ星in九州の運行開始と同時に、同列車の利用客に朝食を提供するレストラン「火星」が2番のりばホーム上にオープンした。ななつ星in九州の利用客以外も、有効な乗車券または入場券を所持していれば利用可能である。

### のりば
| のりば | 路線      | 方向 | 行先                       | 備考                           |
| ------ | --------- | ---- | -------------------------- | ------------------------------ |
| 1      | ■豊肥本線 | 上り | 肥後大津・水前寺・熊本方面 |                                |
| 1      | ■豊肥本線 | 下り | 宮地・大分・別府方面       |                                |
| 2      | ■豊肥本線 | 下り | 宮地・大分・別府方面       | 「ななつ星 in 九州」停車ホーム |

また、駅構内には産交バス阿蘇営業所の事務所も併設されバスの待合施設や案内窓口・自動券売機なども設置されており、阿蘇市内より発着する路線バスの結節点としたバスターミナルとしての機能も持っている（車庫は駅舎とは別の場所にある）。
駅舎内には観光案内所と食堂がある。

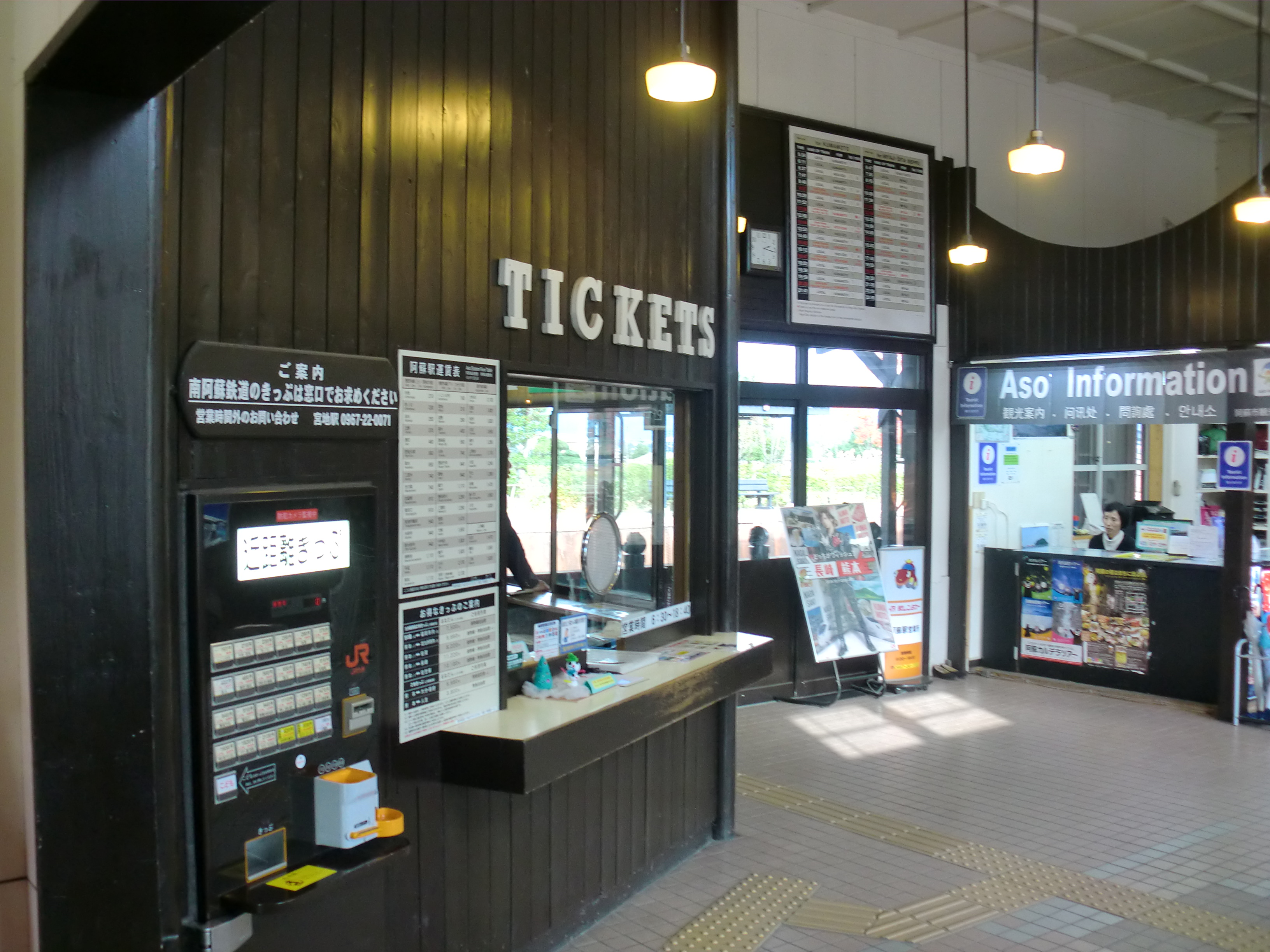
改札口（2015年12月）
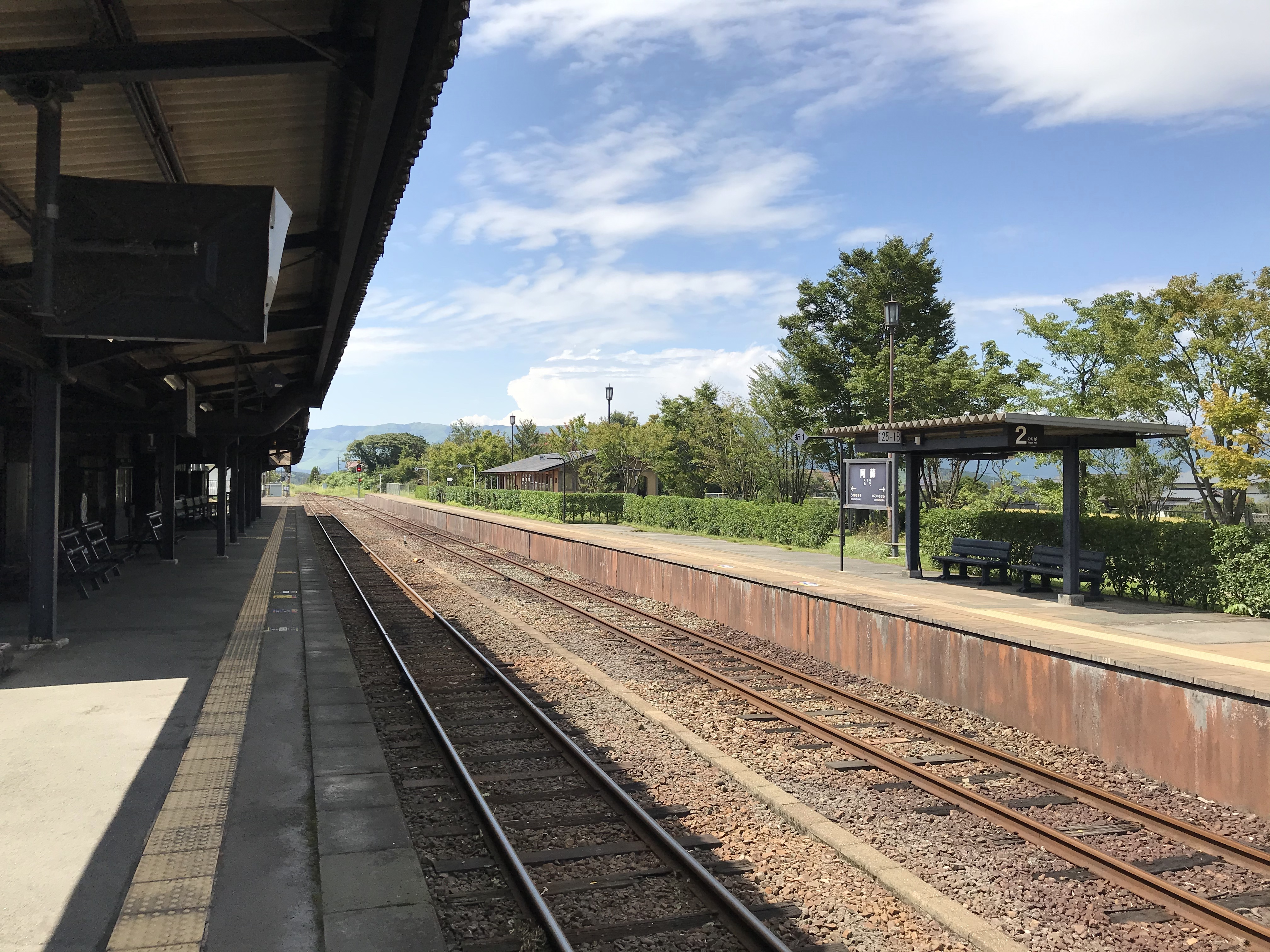
ホーム（2020年9月）

## 駅周辺
- 阿蘇市立阿蘇小学校
- 阿蘇広域行政事務組合消防本部
- 阿蘇医療センター
- 道の駅阿蘇[1]
- 阿蘇カドリー・ドミニオン
- 阿蘇山
- 阿蘇火山博物館
- 国道57号
- 国道212号
- 熊本県道111号阿蘇吉田線（阿蘇パノラマライン）
- 熊本県道307号阿蘇停車場線（阿蘇駅前ロータリー付近にONE PIECE 熊本復興プロジェクトにて登場キャラ「ウソップ」の銅像が置かれている）

## バス路線
産交バスの阿蘇駅前バス停が設置されており、阿蘇市内やその周辺ならびに小国町へ向かう一般路線バスをはじめ、大分行（やまびこ号）・別府行（九州横断バス）・阿蘇山登山バス・熊本行（やまびこ号または九州横断バス）など多くのバスが発着している。

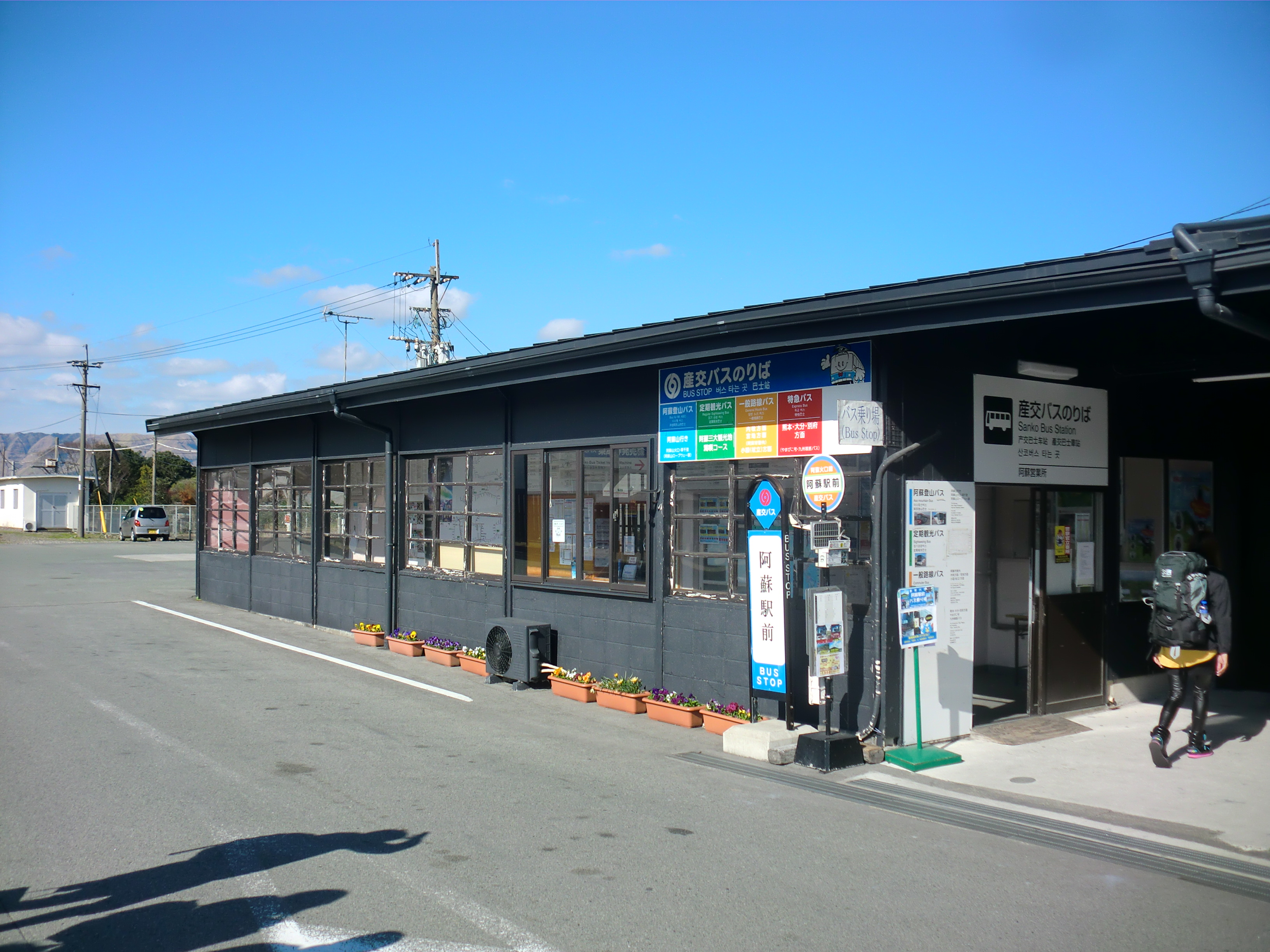
産交バス阿蘇営業所と阿蘇駅前バス停（2015年12月）

| 路線名                         | 系統     | 行先 | 備考                                             |
| ------------------------------ | -------- | --- | ------------------------------------------------ |
| 内牧環状線 道尻経由 （左回り） | 1        | 内牧温泉、道尻、阿蘇中央高校清峰校舎、阿蘇神社、宮地駅経由                                                           | 始発は阿蘇医療センター（当駅経由）、終着は当駅止 |
| 内牧環状線 道尻経由 （右回り） | 2        | 阿蘇医療センター行                                                                                                   |                                                  |
| 内牧環状線 山田経由 （左回り） | 3        | 内牧温泉、山田、阿蘇中央高校、阿蘇神社、宮地駅経由                                                                   | 始発は阿蘇医療センター（当駅経由）、終着は当駅止 |
| 内牧環状線 山田経由 （右回り） | 4        | 阿蘇医療センター行                                                                                                   |                                                  |
| 小国杖立線                     | 7        | 杖立行（唐笠松・南小国町役場前・ゆうステーション・小国産交前・下城経由）                                             |                                                  |
| 阿蘇火口線                     | 8        | 阿蘇山上ターミナル行（ナショナルパークインフォメーションセンター・野営場前・草千里阿蘇火山博物館・ヘリポート前経由） |                                                  |
| 乙姫内牧環状線                 | 無番     | カドリードミニオン前・乙姫交差点・内牧駅・阿蘇下町・内牧・阿蘇温泉病院前経由                                         |                                                  |
| 小国杖立線 大観峰経由          | 無番     | 杖立行（※経路は7に同じだが、途中大観峰展望台乗入れ）                                                                 | 土日祝日のみ運行                                 |
| 大分線 やまびこ号              | 特急     | 大分行（道の駅すごう・竹田温泉花水木・大分駅・中央通り経由）                                                         | 九州産交バス高速営業所・大分バスによる運行       |
| 由布院・別府線                 | 九州横断 | 由布院駅前バスセンター・別府駅行（黒川温泉・瀬の本・牧ノ戸峠・小田の池経由）                                         | 九州産交バス高速営業所による運行                 |
| 熊本線                         |          | 熊本駅行（大津駅南口・阿蘇くまもと空港・熊本県庁前・桜町BT経由）                                                     | やまびこ号または九州横断バスの熊本行             |

## 隣の駅
九州旅客鉄道（JR九州）
■豊肥本線
- 特急「九州横断特急」「あそぼーい!」停車駅

■普通
いこいの村駅 - 阿蘇駅 - 内牧駅